# Он был тихоней
«Он был тихоней» (англ. He Was a Quiet Man) — американский фильм 2007 года режиссёра Фрэнка А. Капелло.

## Сюжет
Боб Маконэл — тихий офисный служащий, день изо дня терпящий унижения от коллег и своего начальника. Его никто не замечает как личность, а он лишь хочет существовать в этом мире на равных правах с остальными. Каждый день он носит с собой на работу пистолет, чтобы убить своих обидчиков. И вот в один из таких дней, сидя за своим столом с пистолетом в руке, Боб уговаривает себя сделать это. Но его опередили — в офис заходит человек и начинает во всех стрелять. Боб убивает его, чтобы спасти Ванессу, единственную девушку, улыбавшуюся ему. В итоге он становится героем новостей, начальство его повысило, коллеги его заметили, а Ванесса, парализованная из-за ранения, становится его девушкой. Но вскоре события принимают иной оборот.

## В ролях
| Актёр            | Роль                         |
| ---------------- | ---------------------------- |
| Кристиан Слейтер | Боб Маконэл                  |
| Элиша Катберт    | Ванесса Паркс                |
| Джеймисон Джонс  | начальник Скотт Харпер       |
| Уильям Х. Мэйси  | директор компании Джин Шелби |
| Майкл Делуиз     | детектив Соренсон            |
| Джон Гулагер     | Морис Грегори/Голди          |
| Грег Бейкер      | копирайтер                   |

## Награды
- 1 мая 2007 — ЛУЧШАЯ КИНЕМАТОГРАФИЯ на Ньюпортском кинофестивале.
- 11 июня 2007 — ЛУЧШИЙ РЕЖИССЁР на Кинофестивале Джексон Хоул.
- 5 июня 2007 — ЛУЧШАЯ ОСОБЕННОСТЬ на Независимом кинофестивале Сиэтла.